# Измерение 404
«Измере́ние 404» (англ. Dimension 404) — американский телесериал-антология в жанре научно-фантастической драмы, премьера которого состоялась на стриминг-сервисе Hulu 4 апреля 2017 года. Каждый эпизод сериала является самостоятельным телефильмом. Источником вдохновения для проекта послужили телесериалы «Сумеречная зона» и «За гранью возможного». Число 404 в названии сериала является отсылкой к ошибке, при которой сервер не может найти данные согласно запросу.

## Сюжет
Сериал рассказывает о странных и порой фантастических вещах, которые происходят с людьми в сети интернет.

## Производство

### Разработка
Шестисерийная антология, созданная Дезом Долли и Уиллом Кампосом при участии Дэниела Джонсона и Дэвида Уэлча, была заказана Hulu в феврале 2016 года; Долли был назначен шоураннером сериала. Фредди Вонг, Мэттью Арнольд и Долли стали исполнительными продюсерами шоу, а также режиссёрами отдельных эпизодов.

### Кастинг
8 июня 2016 года стало известно, что  Лиа Мишель и Роберт Бакли сыграют ведущие роли в первом эпизоде, а Райан Ли сыграет в другом неназванном эпизоде. 14 июня 2016 года Джоэл Макхейл присоединился к Бакли и Мишель в первом эпизоде, а Сара Хайленд также получила роль в одном из оставшихся пяти эпизодов антологии. В том же месяце Пэттон Освалт присоединился к Хайленд, Эшли Рикардс получила ведущую роль в другом эпизоде, а Стерлинг Бомон присоединился к Ли. Также стало известно, что Меган Маллалли и Констанс Ву сыграют вместе в одном из эпизодов сериала. В июле 2016 года Лоренца Иззо, Дэниел Зоватто и Том Нунен присоединились к актёрскому составу сериала; Зоватто присоединился к эпизоду с Хайленд, Нунен — к эпизоду с Ву и Малалли, а Иззо была заявлена в другом эпизоде. 21 марта 2017 года стало известно, что Марк Хэмилл приглашён на роль закадрового рассказчика сериала.

### Съёмки
Съёмки сериала начались в июне 2016 года. Мишель и Бакли были замечены на съёмочной площадке 14 июня 2016 года.

## В ролях
| - Марк Хэмилл — рассказчик - Роберт Бакли — Адам - Лиа Мишель — Аманда - Мэтт Джонс — Грег - Джоэл Макхейл — доктор Мэттью Мэйкер - Карисса ли Стейплс — Бекки - Кэтрин Гарсиа — Кэти - Марио Гарсиа — Марио - Сара Хайленд — Хлоя - Дэниел Зоватто — Зак - Пэттон Освалт — дядя Дасти - Казимер Джоллетт — Бри - Эшли Бёрч — Шэннон - Том Пламли — подросток у стенда - Шон Прзано — задрот-косплеер - Джои Скома — Арни - Сиси Веске — Алексис | - Эшли Рикардс — Сьюзан Хирш - Энтони О (каскадёр) — лорд Энтропи - Уткарш Амбудкар — Алекс Капур - Парри Шен — аниматор - Чарльз Флайшер — профессор Добкин - Пепе Серна — Уолли Нэш - Мэттью Дель Негро — Тайм Райдер - Джули Дав — Джули Хирш - Лала Нестор — молодая Сью Хирш - Джеймс Бабсон — гвардеец №1 - Энтони Алаби — гвардеец №2 - Райан Ли — Эндрю Мейерс - Стерлинг Бомон — Джесс - Габриэль Элиз — Эми - Кен Фори — агент Х - Такер Альбицци — Деннис - Эдриенн Барбо — Уилма - Дэвис Дэзмонд — Мелвин Рэйми - Трэвис Майерс — тренер Вурглер - Дуглас Тэйт — Полибий - Крис Уайлд — детектив | - Том Нунен — Боб - Меган Маллалли — директор Стивенс - Констанс Ву — Джейн - Малкольм Барретт — Крис - Мелани Томпсон — Бет - Лоренца Иззо — Вэл Эрнандес - Кеннет Чои — Коджима - Мэтт Лориа — Эван - Коди Джонс — Рой Торвальд |